# نکازاولم
شهر نکازاولم (به آلمانی: Neckarsulm) در ایالت بادن-وورتمبرگ در کشور آلمان واقع شده‌است.

## نگارخانه

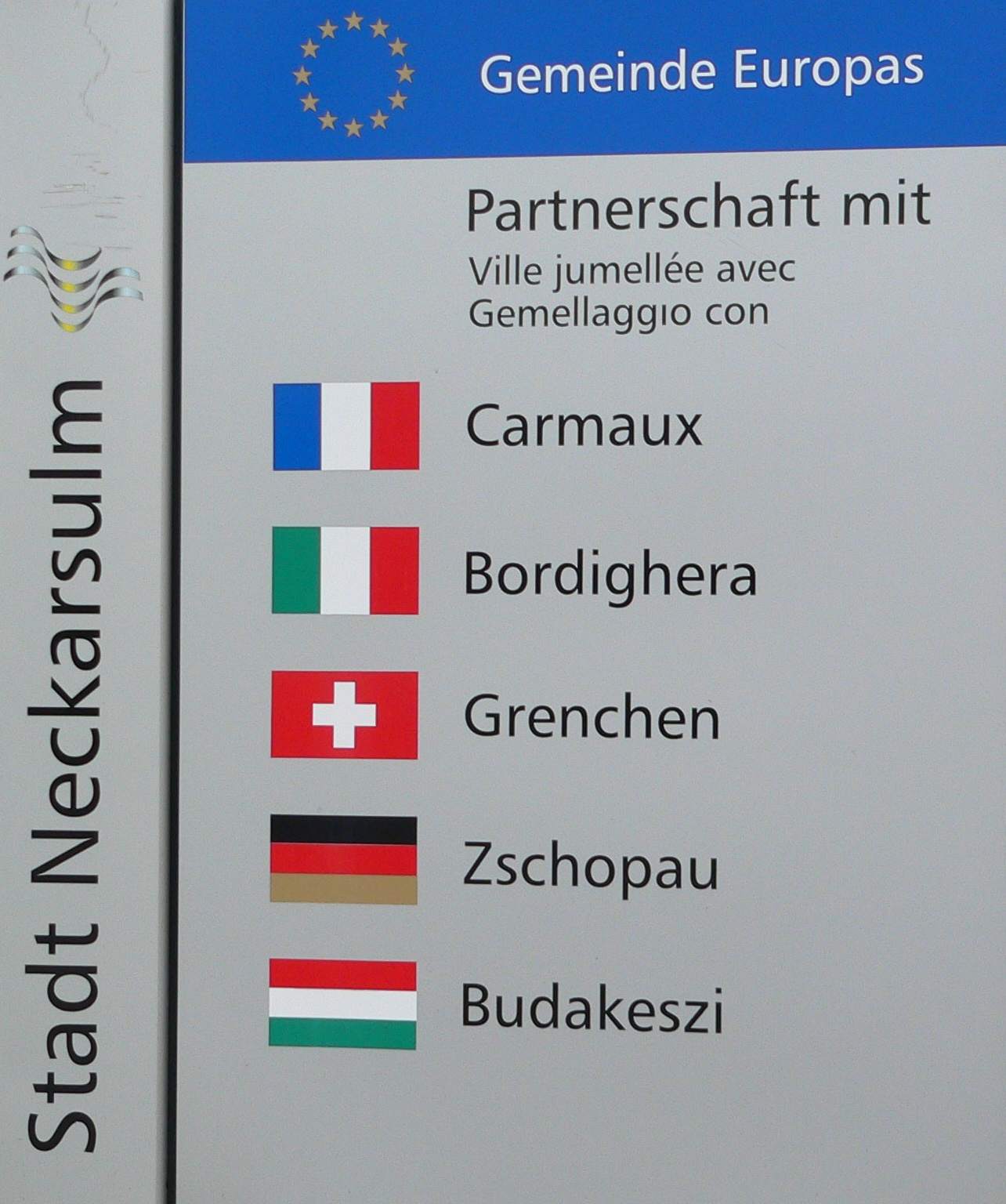
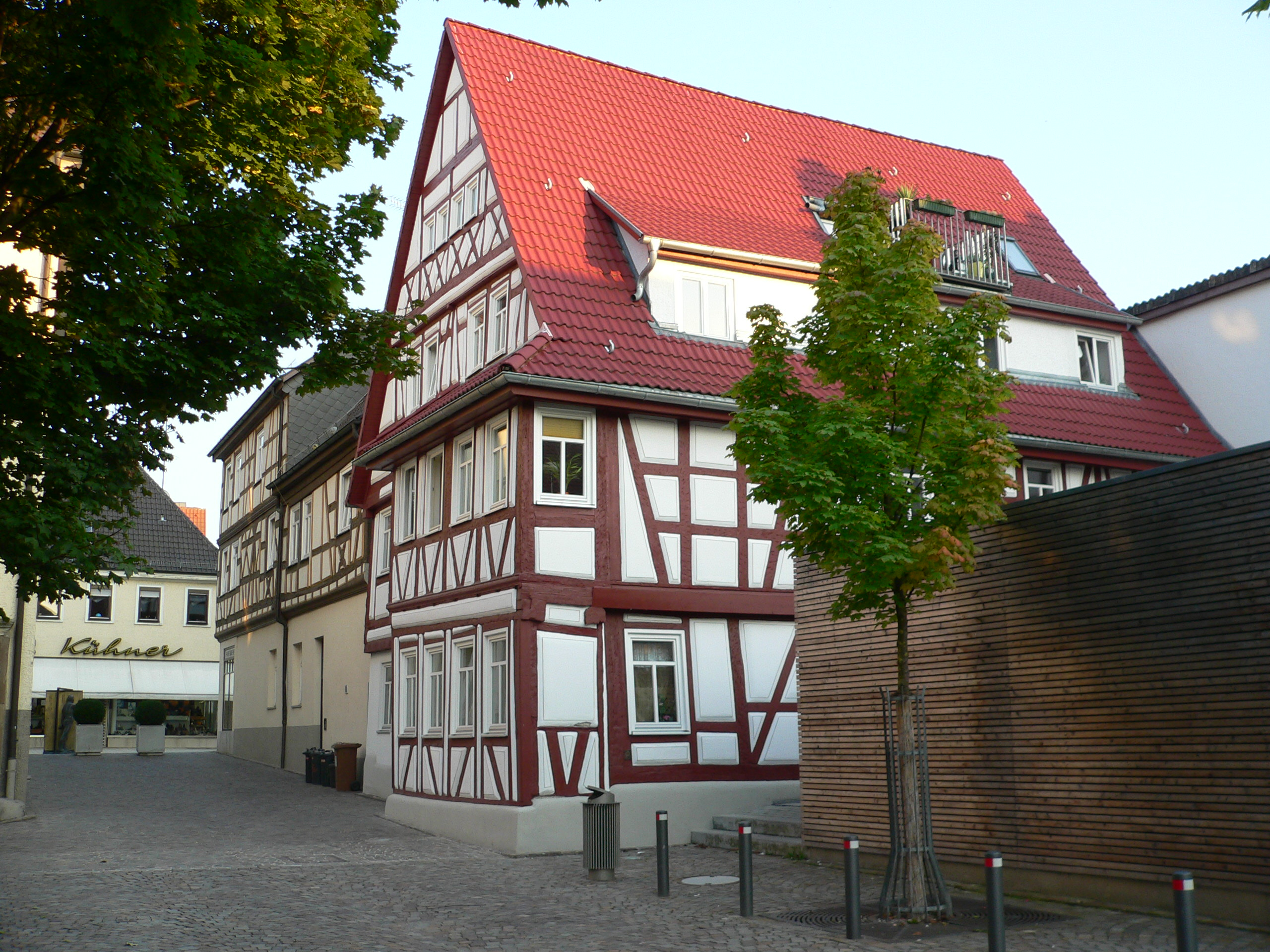
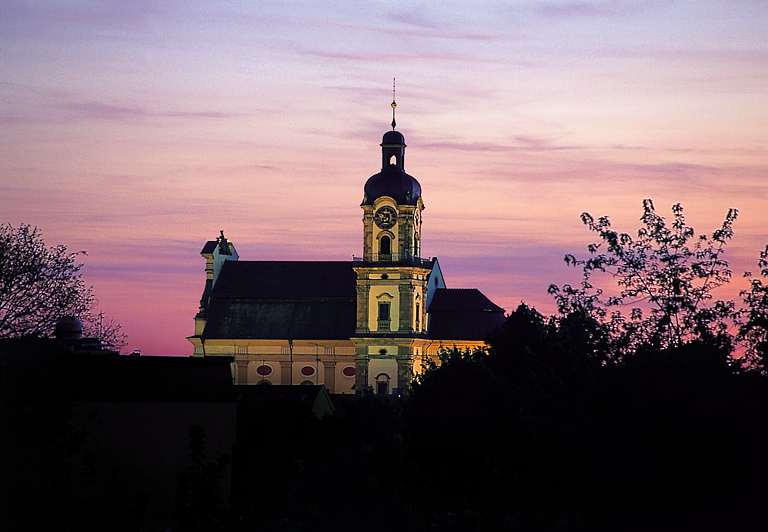
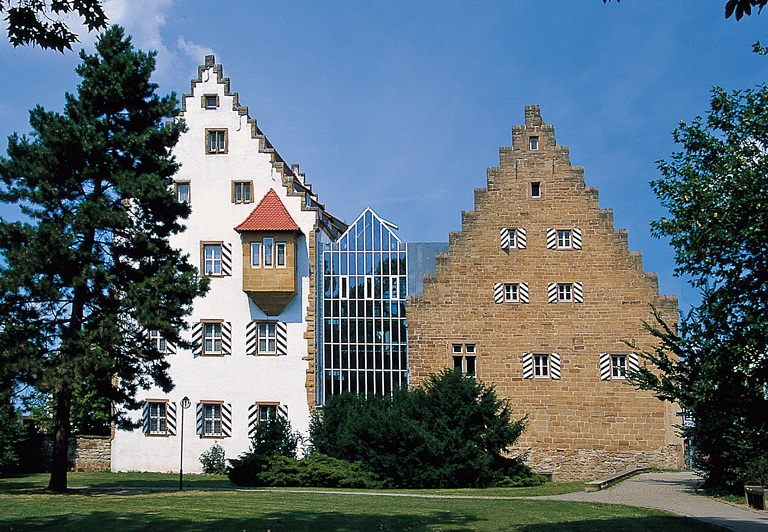
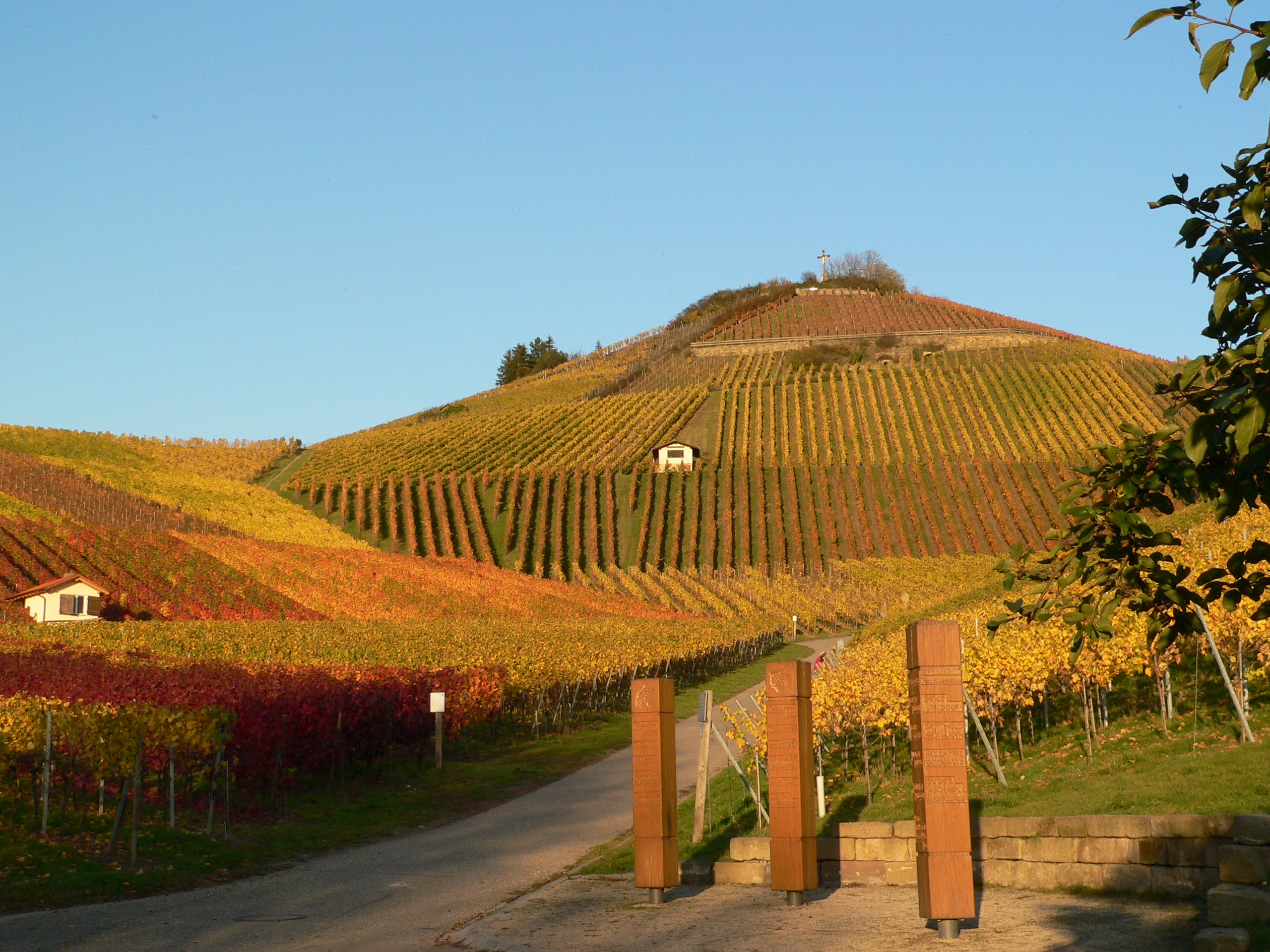